# Peñalba (kommunhuvudort)
Peñalba är en kommunhuvudort i Spanien.   Den ligger i provinsen Provincia de Huesca och regionen Aragonien, i den nordöstra delen av landet, 300 km öster om huvudstaden Madrid. Peñalba ligger 246 meter över havet och antalet invånare är 723.
Terrängen runt Peñalba är huvudsakligen platt. Peñalba ligger nere i en dal. Runt Peñalba är det glesbefolkat, med 19 invånare per kvadratkilometer. Närmaste större samhälle är Bujaraloz, 9,6 km väster om Peñalba. Trakten runt Peñalba består till största delen av jordbruksmark.